# Erdut
Erdut – wieś w Chorwacji, w żupanii osijecko-barańskiej, w gminie Erdut. W 2011 roku liczyła 805 mieszkańców.